# ألفونسو زامورا
ألفونسو زامورا (بالإسبانية: Alfonso Zamora)‏ مواليد 9 فبراير 1954 في مدينة مكسيكو، المكسيك، هو ملاكم مكسيكي يصنف ضمن فئة وزن الريشة. حقق بطولة رابطة الملاكمة العالمية. شارك في دورة الألعاب الأولمبية الصيفية.

## إحصائيات
خاض خلال مسيرته 38 نزالا، فاز في 33 ولم يتعادل وخسر في 5. فاز بالضربة القاضية في 32 نزالا.

## الميداليات
| الميدالية | المسابقة                       |
| --------- | ------------------------------ |
| فضية      | الألعاب الأولمبية الصيفية 1972 |

## روابط خارجية
- ألفونسو زامورا على موقع بوكس ريك (الإنجليزية) (registration required)
- ألفونسو زامورا على موقع أوليمبيديا (الإنجليزية)